# Caesar Van Kerckhove
Caesar Van Kerckhove (Zele, 3 februari 1888 - Gent, 9 maart 1959) was een rooms-katholiek priester en kanunnik. Hij was proost van het ACW.

## Levensloop
In 1913 werd Van Kerckhove tot priester gewijd, daarnaast was hij licentiaat in de wijsbegeerte en letteren. Met het uitbreken van de Eerste Wereldoorlog werd Caesar Van Kerckhove aalmoezenier bij het Belgisch leger. Hij was toen bovendien leraar aan het  Heilige Maagdcollege te Dendermonde. In 1920 werd hij superior van het Sint-Hendrikscollege te Deinze en onderpastoor te Oostakker. In 1927 werd hij diocesaan directeur of proost van de maatschappelijke werken in Gent. Als proost van het ACW werd hij in 1948 opgevolgd door kanunnik Désiré De Swaef. Vanaf 1947 was Van Kerckhove pastoor en deken van de Sint-Baafsparochie in Gent.
In 1933 trad Van Kerckhove toe tot het Sint-Baafskapittel als erekanunnik, in 1938 werd hij titulair kanunnik.